# Badis corycaeus
Badis corycaeus — тропічний вид прісноводних риб з родини бадієвих (Badidae).
Водиться на півночі М'янми, в штаті Качин. Мешкає в невеликих річках у верхній частині басейну річки Іраваді, а також у озері Індоджі (англ. Indawgyi), найбільшому озері країни. Це неглибокі водойми з помірною течією, чистою й прозорою водою і ґрунтом, що складається з піску і гальки; водяна рослинність утворює густі зарості.
Тримаються риби біля дна.

## Опис
Довжина самців до 6 см, самок — до 5 см. Самки помітно менші й більш оцупкуваті.
Спинний плавець має 15-17 твердих променів і 8-10 м'яких, анальний 7-8 м'яких променів. Хребців: 26-29.
Забарвлення самців жовтувато-коричневе. На боках можуть виступати поперечні коричневі смуги невиразної форми. Кожна луска на боках має темно-коричневу цятку. В центрі кореня хвостового плавця розташована характерна темна пляма, оточена світлою зоною. Плавці червоно-коричневі з білою облямівкою і рядом темних цяток вздовж тіла. Коса темна смужка проходить через око. Характер і інтенсивність забарвлення змінюється залежно від стану і настрою риб.
Самки забарвлені подібно до самців, але більш блякло.

## Утримання в акваріумі
В акваріумах ці рибки зустрічаються рідко. Рекомендується тримати їх парами або невеличкою групою. Акваріум декорують печерами, які відіграють роль потенційного нерестовища.
Вода в північній частині М'янми, як правило, буває м'якою і має відносно високий показник pH6,5—7,5. Температура в межах 20—24°C.
Рибам пропонують дрібний живий корм, додатково морожений.
Йорг Вірке (нім. Jörg Vierke) успішно розводив Badis corycaeus у неволі. В 25-літровому видовому акваріумі він тримав 2 самця і 3 самки. Температура води становила 22°C. Роль печери виконували пусті черепашки виноградного равлика. Характерних для бадісів бійок між самцями не спостерігалося.
Риби відкладають ікру в тісних обіймах. Самець при цьому огинає навколо самки своє тіло так само, як це роблять лабіринтові риби. Ікринки прилипають до стін печери або лягають на її дно. Самець доглядає за ікрою та личинками.